# José Eneme Oyono
José Eneme Oyono (ur. 1 września 1954) – lekarz i polityk z Gwinei Równikowej.
Kształcił się w Colegio La Salle w Bacie, następnie wyjechał do Bułgarii, studiował medycynę w Sofii. Po powrocie do kraju pracował w wyuczonym zawodzie, był zatrudniony w szpitalach w Malabo, Mongomo, Lubie i Aconibe. Zaangażowany w życie polityczne kraju, zajmował szereg stanowisk administracji i strukturach rządowych (wiceminister transportu, wiceminister pracy, minister zdrowia). Był również osobistym lekarzem prezydenta Nguemy Mbasogo. Koordynuje krajowy program walki z malarią, zasiada we władzach państwowej spółki telekomunikacyjnej GETESA. Wykłada medycynę na Universidad Nacional de Guinea Ecuatorial, jest również członkiem komitetu rządzącej Partii Demokratycznej.
Autor rozlicznych artykułów prasowych, opublikował również dwie powieści Más allá del deber (2005) i El hospital de la muerte (2008).